# Remetea (Harghita)
Remetea (ungarisch Gyergyóremete) ist eine Gemeinde im Kreis Harghita, in der Region Siebenbürgen in Rumänien.

## Geographische Lage

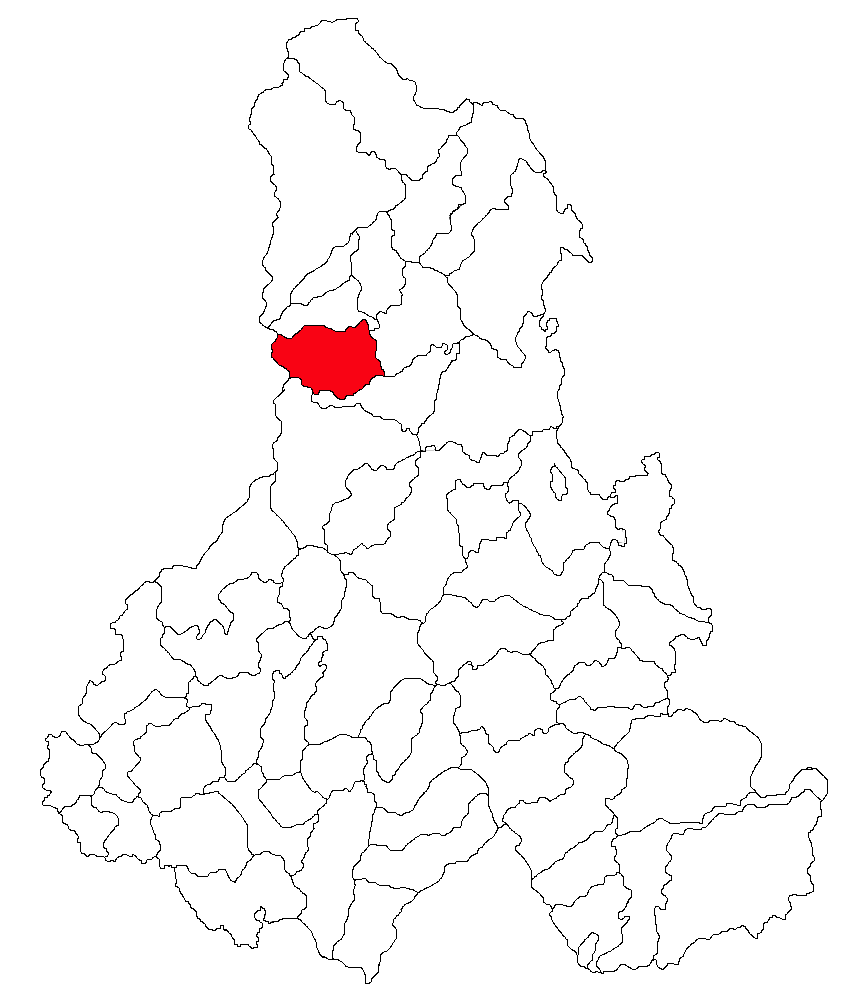
Lage der Gemeinde Remetea im Kreis Harghita

Die Gemeinde Remetea liegt östlich Nordsiebenbürgens in den Ostausläufern des Gurghiu-Gebirges, einem Teilgebirge der Ostkarpaten, in der historischen Region Szeklerland. An der Mündung der Bäche Sineu (links) und Ditrău (rechts) in den Oberlauf des Mureș (Mieresch) und der Kreisstraße  (drum județean) DJ 135C, vier Kilometer westlich des DN12, liegt der Ort Remetea 18 Kilometer nördlich der Kleinstadt Gheorgheni (Niklasmarkt). Die Kreishauptstadt Miercurea Ciuc (Szeklerburg) befindet sich etwa 75 Kilometer südöstlich von Remetea entfernt.
Der nächstgelegene Bahnhof an der Bahnstrecke von Târgu Mureș nach Gheorgheni der Nachbargemeinde Ditrău befindet sich drei Kilometer entfernt.

## Geschichte
Der mehrheitlich von Szeklern bewohnte Ort Remetea wurde 1567 erstmals urkundlich erwähnt. Reste eines mittelalterlichen Turn werden östlich von Remetea vermerkt.
Im Königreich Ungarn gehörte Remetea dem Stuhlbezirk Kászonalcsík in der Gespanschaft Csík (rumänisch Comitatul Ciuc), anschließend dem historischen Kreis Ciuc und ab 1950 dem heutigen Kreis Harghita an.

## Bevölkerung
Die Bevölkerung auf dem Gebiet der Gemeinde Remetea entwickelte sich wie folgt:
| Volkszählung | Volkszählung | Ethnische Zusammensetzung | Ethnische Zusammensetzung | Ethnische Zusammensetzung | Ethnische Zusammensetzung |
| Jahr         | Bevölkerung  | Rumänen                   | Ungarn                    | Deutsche                  | andere                    |
| ------------ | ------------ | ------------------------- | ------------------------- | ------------------------- | ------------------------- |
| 1850         | 3.048        | 11                        | 2.894                     | -                         | 143                       |
| 1920         | 6.246        | 63                        | 6.149                     | -                         | 34                        |
| 1956         | 6.792        | 95                        | 6.686                     | 3                         | 8                         |
| 2002         | 6.316        | 46                        | 6.269                     | -                         | 1                         |
| 2011         | 6.165        | 46                        | 6.055                     | -                         | 64                        |
| 2021         | 5.953        | 37                        | 5.741                     | -                         | 175 (5 Roma)              |

Seit 1850 wurde auf dem Gebiet der heutigen Gemeinde Remetea die höchste Einwohnerzahl (6.904) und die der Magyaren (6.903) 1941 ermittelt. Die höchste Anzahl der Roma (165) wurde 1977, der Rumänen und die der Rumäniendeutschen wurde 1956 registriert.

## Sehenswürdigkeiten
- Am Bach Eszenyő etwa sieben Kilometer vom Gemeindezentrum entfernt, stehen eine Wassermühle und eine Wasserstrudelanlage 1875 errichtet, und ein Sägewerk im 19. Jahrhundert errichtet laut Verzeichnis historischer Denkmäler des Ministeriums für Kultur und nationales Erbe (Ministerul Culturii și Patrimoniului Național) unter Denkmalschutz.[6]
- In Remetea die römisch-katholische Kirche 1771 errichtet,[7] steht nicht unter Denkmalschutz.

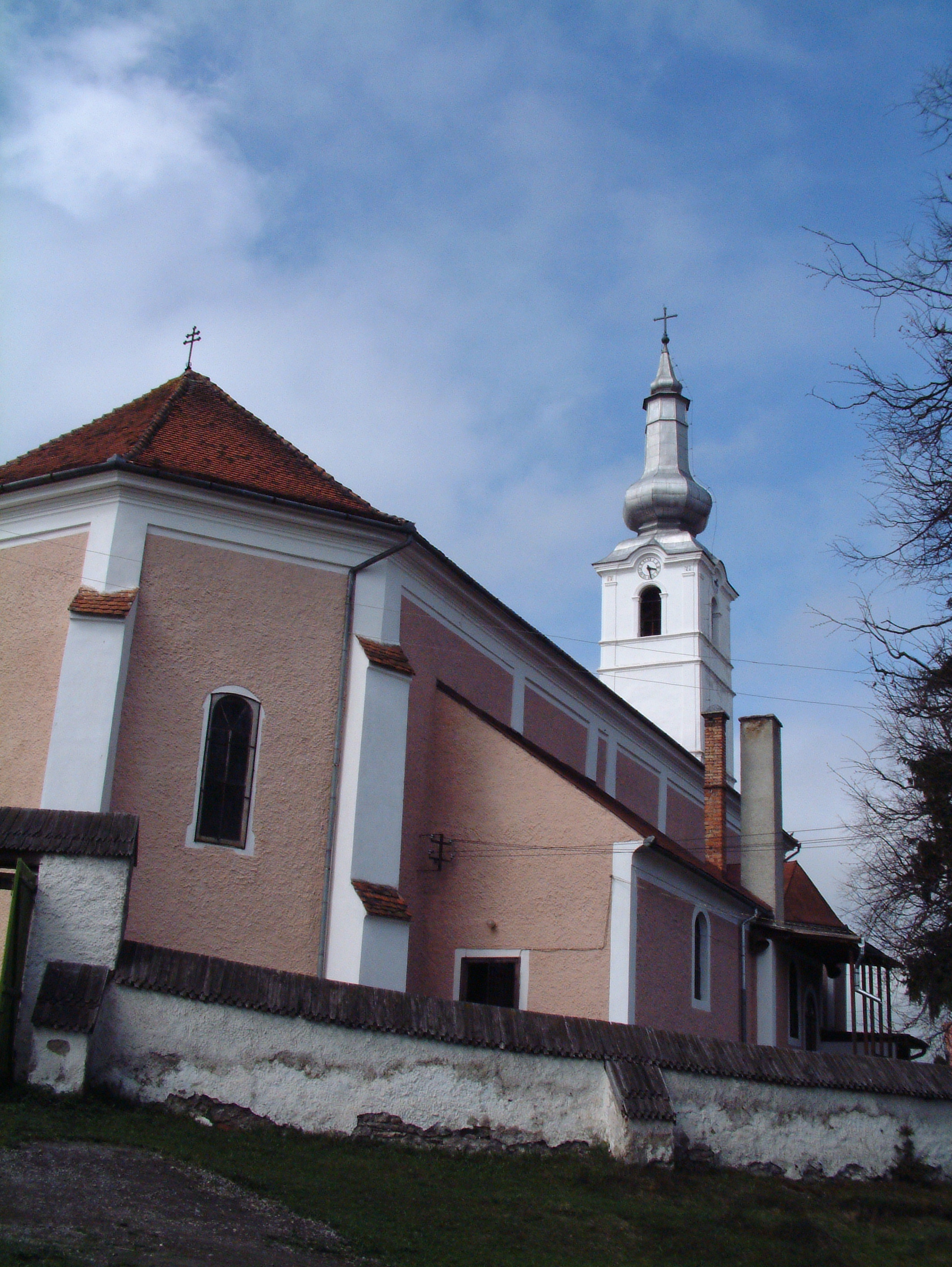
Katholischen Kirche
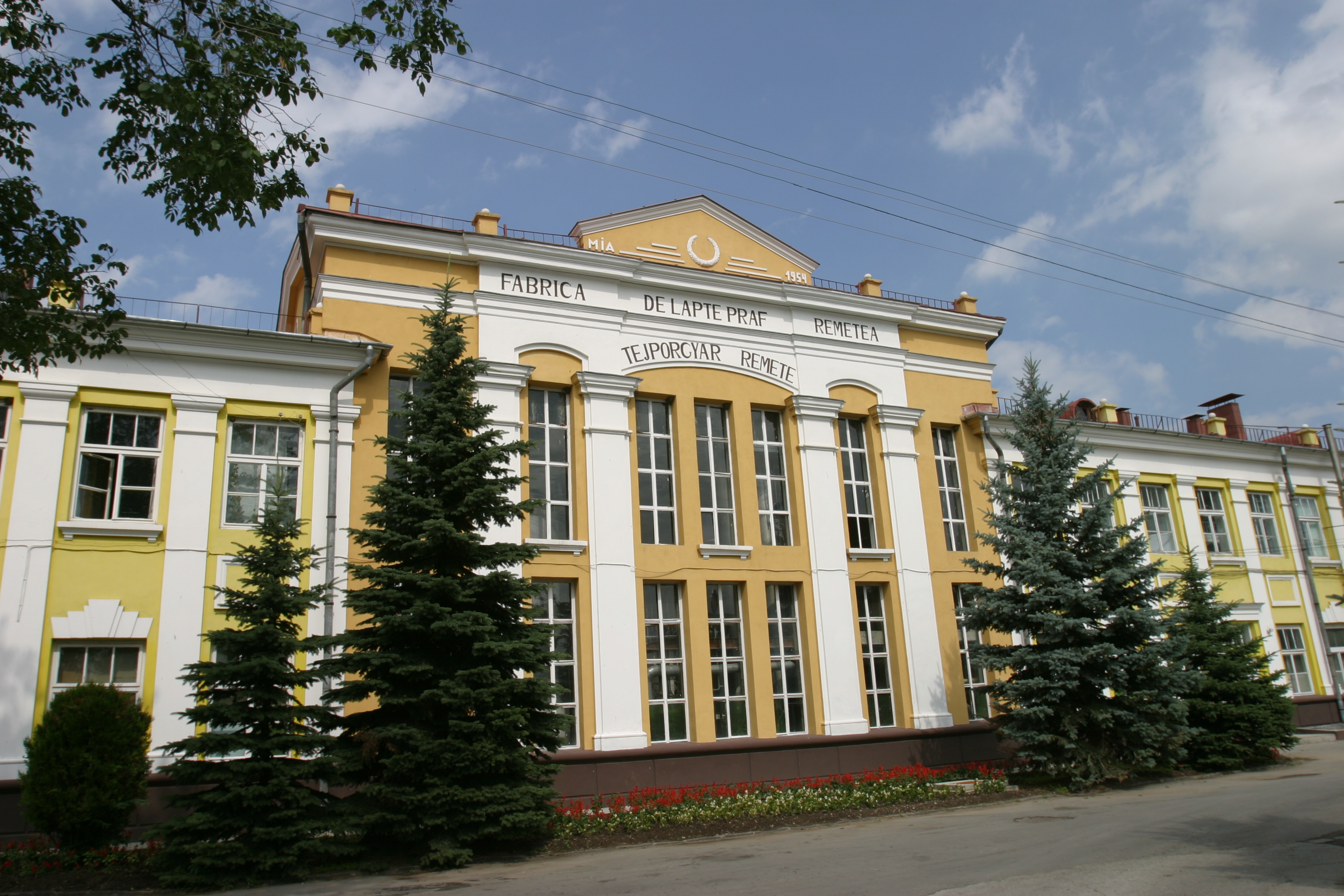
Milchpulverfabrik
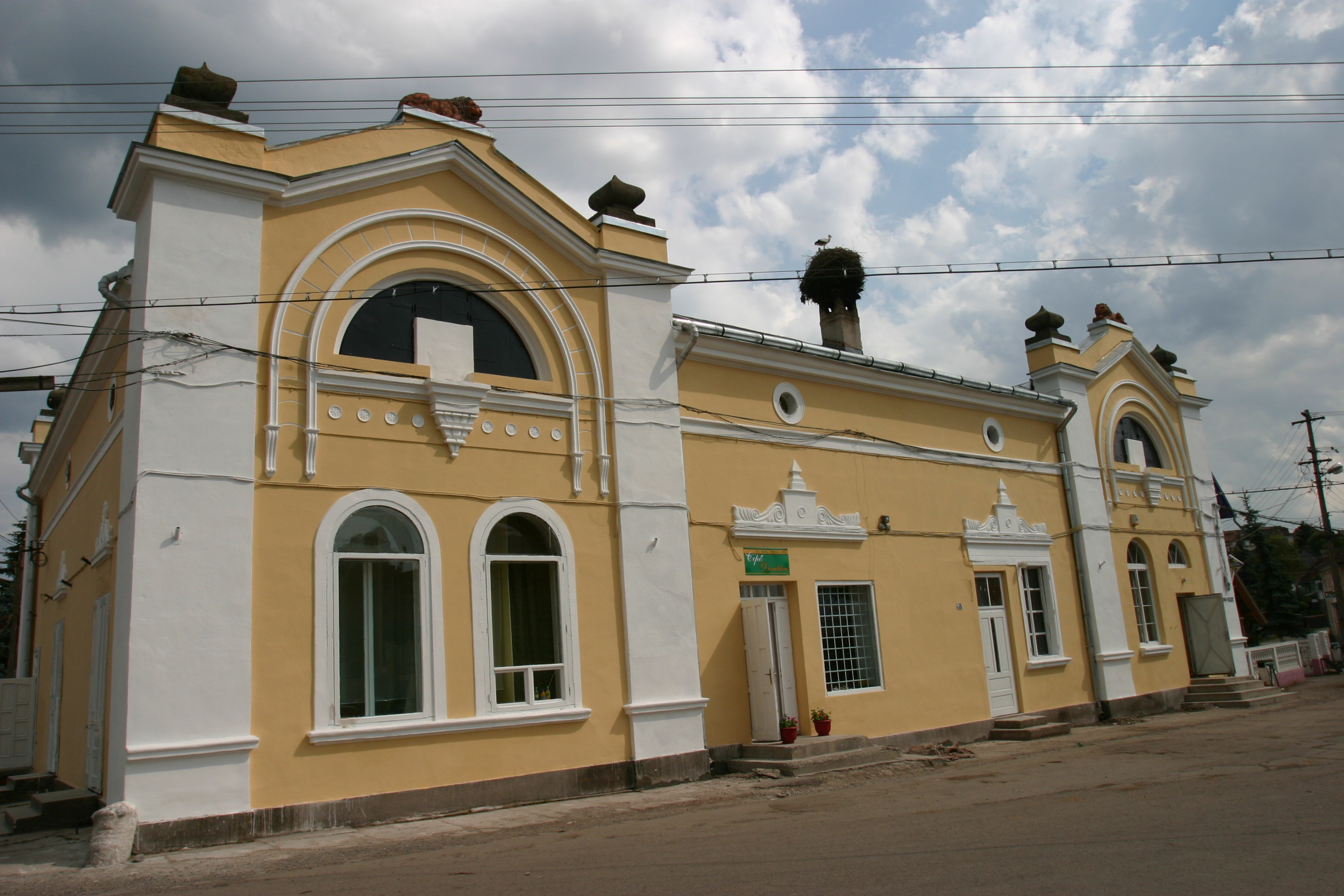
Gebäude im Besitz der katholischen Kirche
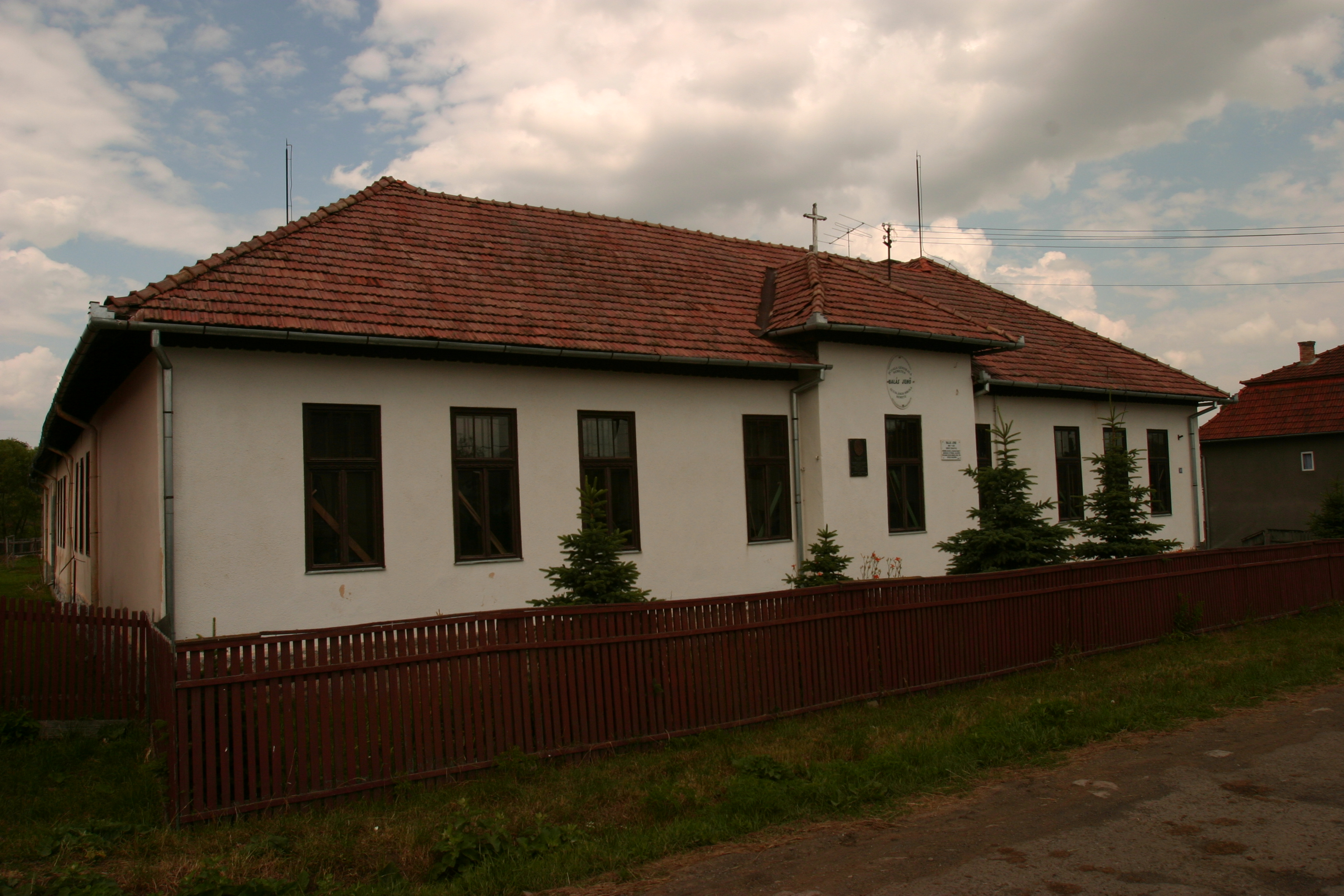
Balás Jenő Schule
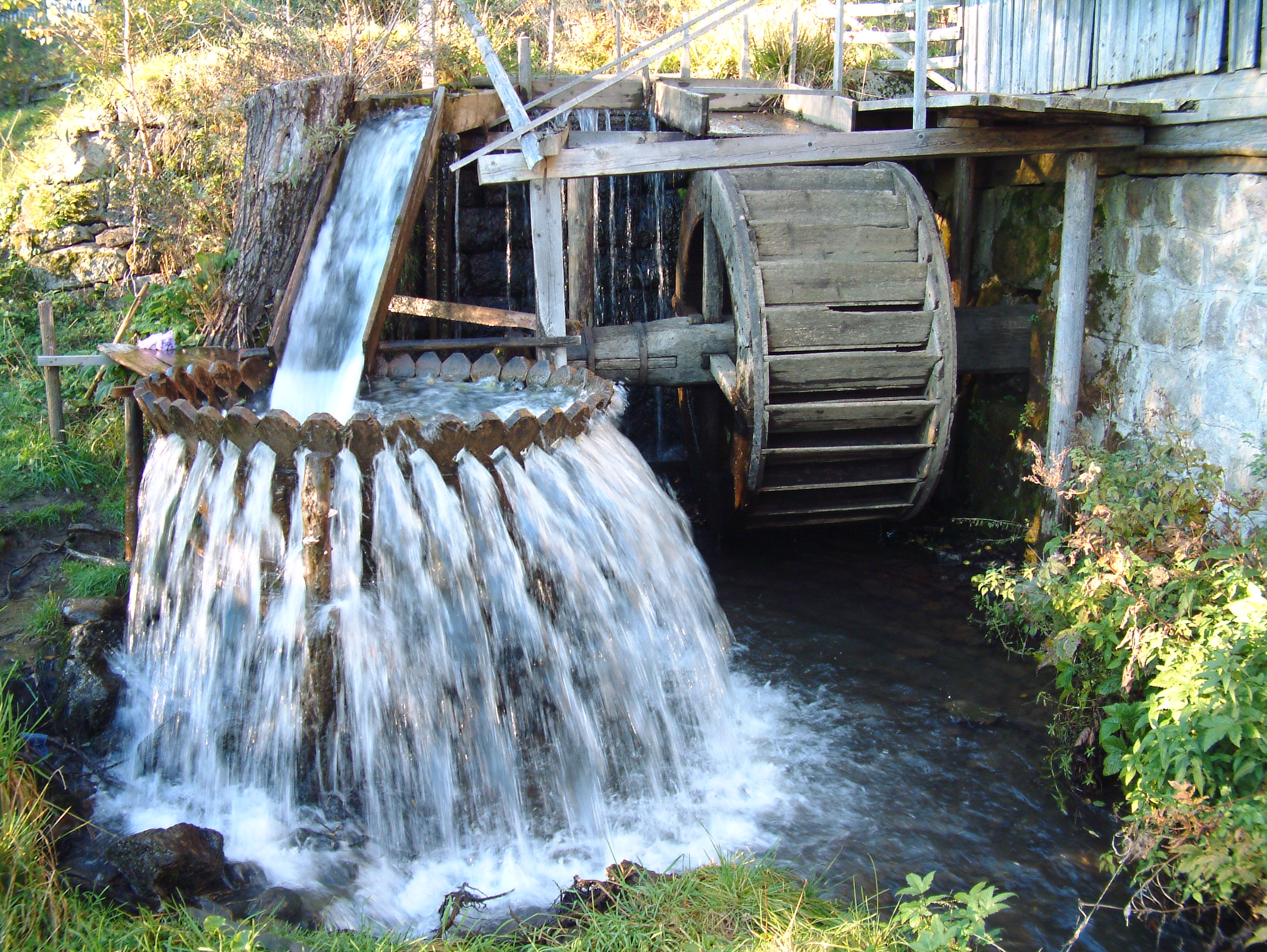
Wasserstrudelanlage bei Remetea

## Persönlichkeiten
- Jenő Balás (1882–1938), Bergbauingenieur, Hydrologe und Forscher[8]
- Tibor Cseres (1915–1993), Schriftsteller und Literaturhistoriker[9]
- András Borbély (* 1982), Dichter und Herausgeber[10]
- Levente Molnár (* 1983), Opernsänger[11]